# Viaduc de Gokteik
Le viaduc de Gokteik, aussi connu sous le nom de viaduc de Gohteik (en birman : ဂုတ်ထိပ်တံတား) est un pont ferroviaire situé à Nawnghkio, dans l'État de Shan en Birmanie. 
Le viaduc, situé à une centaine de kilomètres au nord de Mandalay, relie la ville de Pyin Oo Lwin, ancienne capitale d'été lors de l'époque coloniale, à Lashio, la principale ville du nord de Shan. Long de 688 mètres et haut de 97, il est, à son inauguration en 1901, le plus grand pont à tréteaux et le deuxième pont le plus long du monde ; il reste aujourd'hui le pont le plus haut en Birmanie.
La construction du pont a débuté en octobre 1899 et s'est achevée en novembre 1900. Les pièces ont d'abord été fabriquées aux États-Unis par la Pennsylvania Steel Company puis expédiées de New York jusqu'à Rangoon et montées sur place par la société Pennsylvania and Maryland Bridge Construction, faisant de ce pont le seul fabriqué par une entreprise américaine pour l'Empire des Indes.
Le pont est supporté par 15 tours (dont une tour double) et son poids total est de 4308 tonnes. Il ne comporte qu'une voie ferrée qui est empruntée deux fois par jour par le train reliant Mandalay à Lashio.